# København A-Raeken (1895/1896)
København A-Raeken (1895/1896) była 7. sezonem nieoficjalnych mistrzostw Danii w piłce nożnej. W rozgrywkach brały udział tylko zespoły z Kopenhagi. Tytuł obroniła drużyna Akademisk BK.

## Tabela końcowa
|   | Klub                 | M | Z | R | P | Br+ | Br- | Uwagi  |
| 1 | Akademisk BK         | 2 | 2 | 0 | 0 | 7   | 0   | Mistrz |
| 2 | Kjøbenhavns Boldklub | 2 | 1 | 0 | 1 | 2   | 5   |        |
| 3 | C 93 Kopenhaga       | 2 | 0 | 0 | 2 | 0   | 4   |        |

Kolejność drużyn w tabeli ustalana była według liczby zwycięstw. Jeśli po regulaminowym czasie gry był remis zarządzano dogrywkę, aż któraś z drużyn rozstrzygnęła wynik na swoją korzyść.